# Сажинское сельское поселение
Сажинское се́льское поселе́ние — муниципальное образование в Тюкалинском районе Омской области Российской Федерации.
Административный центр — село Сажино.

## История
Статус и границы сельского поселения установлены Законом Омской области от 30 июля 2004 года № 548-ОЗ «О границах и статусе муниципальных образований Омской области».

## Население
| 2010 | 2011 | 2012 | 2013 | 2014 | 2015 | 2016 |
| ---- | ---- | ---- | ---- | ---- | ---- | ---- |
| 799  | ↘796 | ↘793 | ↗794 | ↘785 | →785 | ↘775 |
| 2017 | 2018 | 2019 | 2020 | 2021 | 2023 |      |
| ↘768 | ↘750 | ↘711 | ↘700 | ↘553 | ↘541 |      |

## Состав сельского поселения
| № | Населённый пункт | Тип населённого пункта       | Население |
| - | ---------------- | ---------------------------- | --------- |
| 1 | Красный Шар      | деревня                      | ↗99       |
| 2 | Сажино           | село, административный центр | ↘678      |
| 3 | Шипачи           | деревня                      | ↘22       |